# Звёздный путь людей и богов
«Звёздный путь людей и богов» (англ. Star Trek: Of Gods and Men) — фильм Тима Раса о научно-фантастической вселенной «Звёздного пути», посвящённый 40-летию выхода «Оригинального сериала» — первого в истории данной вселенной. Это было последнее кинопоявление Нишель Николс в роли Нийоты Ухуры перед её смертью в 2022 году.
- Год выпуска: 2007
- Страна: США
- Жанр: фантастика, космоопера
- Продолжительность: 1:27:25
- Режиссёр: Тим Расс / Tim Russ

## В ролях
- Уолтер Кениг — Павел Чехов / Киттрик
- Николс, Нишель — Нийота Ухура
- Алан Рак — Джон Харриман
- Гаррет Вонг / Garrett Wang — командор Гэран
- Уильям Уэллман / William Wellman — Чарли Эванс
- Гари Грэхэм / Gary Graham — Рагнар
- Дж. Г. Херцлер / J. G. Hertzler — Ковал
- Тим Расс — Тувок
- Чейз Мастерсон / Chase Masterson — Ксела
- Даамен Кралл / Daamen Krall — Гэри Митчелл
- Кристал Аллен — Яра
- Итан Филипс / Ethan Phillips — клерк по данным.

## Описание
2306 год. Прошло 12 лет с тех пор, как капитан Джеймс Т. Кирк пропал в Нексусе, спасая команду «Энтерпрайза-Би». На одну из космических станций является загадочный человек и спрашивает одного из сотрудников о Кирке. Тот отвечает, что Кирк погиб как герой 12 лет назад. Станция исчезает.
Пути членов «классического» экипажа «Энтерпрайза» разошлись. И лишь спустя 40 лет после первого полёта «Энтерпрайза» под командованием капитана Кирка, Павел Чехов и Ухура вместе с бывшим капитаном «Энтерпрайза-Би» Джоном Харриманом, встречаются снова на борту этого корабля. Сразу перед стартом корабль получает приоритетный сигнал бедствия от исчезнувшей станции, исходящий с планеты Тация, на которой экипаж Кирка побывал во второй (не считая пилотной) серии первого сезона «Оригинального сериала» «Закон Чарли». Чехов, Ухура, Харриман и двое рядовых приземляются на планету, где их ждёт уже постаревший Чарли Эванс из той же серии. Уничтожив оружие и рядовых, Чарли на глазах Чехова, Ухуры и Харримана отправляется в прошлое и там лично уничтожает Кирка. В результате остаётся в живых Гэри Митчелл, убитый Кирком в третьей (не считая пилотной) серии «Оригинального сериала» «Куда не ступала нога человека». Как и Чарли, Митчелл обладает мощными парапсихологическими способностями и огромными амбициями. В оригинале Кирк остановил его, но теперь капитана уничтожил Чарли, и теперь для Митчелла нет преград. Используя свои способности, он сверг Объединённую Федерацию планет и создал Орден, которым «садистски правил» все эти 40 лет в должности Первого Викария. Ухура живёт на Вулкане, который по приказу Первого Викария подлежит уничтожению. Приказ выполняет Харриман, капитан «Энтерпрайза-Би», с помощью специальной особо мощной бомбы. Ухура спасается вместе с другом, вулканцем Тувоком. Харриман захватывает в плен их, а также двух повстанцев, сражающихся с Орденом, одним из которых является Чехов, теперь живущий под именем Киттрик. Харриман когда-то уничтожил планету, на которой жила семья Чехова. Ухура понимает, что видела Чехова и Харримана раньше, но не может вспомнить, где именно. Тувок сканирует её память и обнаруживает там воспоминания о службе в экипаже Кирка. Она вспоминает настоящее имя Киттрика, встречу с Чарли и прочее. Вместе пленники решают бежать. Напарник Киттрика принимает облик командора Гэрана, помощника капитана, и помогает пленникам проникнуть в инженерный отсек (Тувока по пути ранят, и он умирает). Киттрик запускает программу самоуничтожения корабля. Харриман направляет в отсек отряд с целью ликвидации пленников, но Киттрик велит ему прийти лично. Когда Харриман приходит, его убеждают выслушать правду. Они летят к Тации, где намерены встретиться с Чарли и попросить его вернуть все на место. Командор Гэран, поняв, что Харриман предал Орден, начинает охоту на него. Вокруг «Энтерпрайза» тем временем собираются корабли сопротивления, вызванные Киттриком, и корабли Ордена во главе с Митчеллом, вызванные Гэраном. Начинается битва, в которой гибнет весь экипаж Харримана и напарник Киттрика. Ухуру телепортируют на Тацию, где она встречает Чарли и просит его вернуть все назад. Узнав об этом, Митчелл лично спускается на планету и сражается с Чарли. В результате Чарли ослабевает, а Митчелл лишается всей своей силы и возвращается на корабль. Корабль Митчелла таранит сильно повреждённый «Энтерпрайз», на котором в живых остались только Киттрик и Харриман. Оба звездолёта гибнут.
На планете Чарли отправляется в прошлое и убивает самого себя-прошлого на станции, показанной в начале фильма, и тем самым отменяет события, произошедшие в фильме.
Действие финальной сцены происходит на Вулкане, на свадьбе Ухуры и советника. Среди гостей присутствуют Чехов, получивший повышение, Харриман, подавший свою кандидатуру в Совет Федерации, и Дженис из «Оригинального сериала» — девушка, в которую был влюблён Чарли (персонаж просуществовал до середины первого сезона, после чего актриса покинула проект — по одной версии из-за проблем с алкоголем, по другой — из-за приставаний одного из сотрудников телеканала). Фильм заканчивается словами из заставки «Оригинального сериала»: «Космос, последний рубеж. Это история звездолёта „Энтерпрайз“. Его миссия: исследовать новые миры, находить новую жизнь и новые цивилизации, смело идя туда, где не ступала нога человека».